# 北山田村 (大分県)
北山田村（きたやまだむら）は、大分県玖珠郡にあった村。現在の玖珠町の一部にあたる。

## 地理
- 河川：玖珠川[3]、太田川[4]

## 歴史
- 1889年（明治22年）4月1日、町村制の施行により、玖珠郡戸畑村、四日市村が合併して村制施行し、北山田村が発足[1][2]。旧村名を継承した戸畑、四日市の2大字を編成[2]。
- 1949年（昭和24年）6月10日 - 昭和天皇の戦後巡幸があり、シイタケ栽培施設に行幸[5]。
- 1955年（昭和30年）3月1日、玖珠郡玖珠町、森町、八幡村と合併し、玖珠町が存続して廃止された[1][2]。

## 産業
- 農業、商業、工業、交通業[2]

## 交通

### 鉄道
- 1929年（昭和4年）国有鉄道久大線（現久大本線）が開通し北山田駅（大字戸畑）開設[2]。